# 芦友
芦友（あしとも、生没年不詳）とは、江戸時代の大坂の浮世絵師。

## 来歴
蘭英斎芦国の門人かといわれる。大坂の人。作画期は文化11年（1814年）から文化14年（1817年）にかけてで、役者絵を残す。

## 作品
- 「時雨傘三枚つゞき　岩井風呂治助・片岡仁左衛門　大治・中山百花」　大判錦絵3枚続　※文化11年4月、中の芝居の『宿無団七時雨傘』より。浜松歌国、戯画堂芦ゆきとの合作で、芦友は3枚続の右部分を描く。
- 「曽我五郎、土びんのいかけ・中村歌右ヱ門」　大判錦絵　池田文庫所蔵　※文化14年3月、角の芝居『莫恠踊化姿』より